# Koșarska, Antrațît
Koșarska (în ucraineană Кошарська) este o comună în raionul Antrațît, regiunea Luhansk, Ucraina, formată numai din satul de reședință.

## Demografie
Componența lingvistică a comunei Koșarska
     Rusă (64,28%)
     Ucraineană (34,6%)
     Alte limbi (0,3%)
Conform recensământului din 2001, majoritatea populației comunei Koșarska era vorbitoare de rusă (64,28%), existând în minoritate și vorbitori de ucraineană (34,6%).